# Handel (Pays-Bas)
Pour les articles homonymes, voir Handel.
Handel est un village situé dans la commune néerlandaise de Gemert-Bakel, dans la province du Brabant-Septentrional. Le 1er janvier 2007, le village comptait 1 896 habitants. Handel est un lieu de pèlerinage très important pour le sud des Pays-Bas. Une statuette miraculeuse de la Sainte Vierge y est vénérée.